# High Rock
High Rock é uma cidade das Bahamas, no distrito de East Grand Bahama. A cidade foi praticamente destruída com a passagem do Furacão Dorian em 2019.